# Вілтон (Північна Дакота)
Вілтон (англ. Wilton) — місто (англ. city) в США, в округах Маклейн і Берлі штату Північна Дакота. Є частиною міської статистичної агломерації «Бісмарк-Мандан». За переписом 2010 року у місті було 711 жителів, з них 10,3 % — українці.

## Історія
Перше поселення на території, де нині розміщений Вілтон, з'явилося в 1897 році, коли галичани приїхали туди працювали на місцевих копальнях із видобутку бурого вугілля.
1898 року борошняний магнат Вільям Д. Вошберн купив 113 тис. акрів землі в тій місцевості у Північної тихоокеанської залізниці. За чутками під землею знаходилися багаті поклади вугілля.
10 травня 1899 року Уошберн вирішив заснувати місто (за іншими даними місто засноване 1898 р.), а влітку того ж року почалося будівництво. Чотири квартали мали розміщуватися на території округу Берлі, ще 11 — у окрузі Маклейн.
Нове місто було назване Вілтоном, на честь рідного міста Уошберна у штаті Мен.
Уошберн отримав підтвердження, що на землях Вілтона є значні поклади вугілля. Він заснував залізничну компанію, і до 1900 року залізниця була побудована.
Поштове відділення у Вілтоні було засноване 10 січня 1900 року.
У грудні 1898 року почала видаватися місцева газета The Wilton News. Її редактором був М. Л. Хенсон.

## Географія
Вілтон розташований за координатами 47°9′30″ пн. ш. 100°47′8″ зх. д. / 47.15833° пн. ш. 100.78556° зх. д. (47.158229, -100.785607).
За даними Бюро перепису населення США в 2010 році місто мало площу 1,67 км², з яких 1,64 км² — суходіл та 0,03 км² — водойми. В 2017 році площа становила 1,47 км², з яких 1,44 км² — суходіл та 0,03 км² — водойми..

### Клімат
Ця кліматична область характеризується значними сезонними перепадами температур, із теплого до гарячого (і часто вологого) літа і холодної (іноді сильно холодної) зими. ВІдповідно до класифікації кліматів Кеппена, Вілтон має вологий континентальний клімат на кліматичних картах.

## Демографія

### Перепис 2010 року
Згідно з переписом 2010 року, у місті мешкало 711 осіб у 317 домогосподарствах у складі 188 родин. Густота населення становила 426 осіб/км².  Було 358 помешкань (215/км²).
Расовий склад населення:
| - 96,3 % — білих - 2,1 % — корінних американців - 0,1 % — азіатів |

До двох чи більше рас належало 0,8 %. Частка іспаномовних становила 1,3 % від усіх жителів.
За віковим діапазоном населення розподілялося таким чином: 19,7 % — особи молодші 18 років, 61,0 % — особи у віці 18—64 років, 19,3 % — особи у віці 65 років та старші. Медіана віку мешканця становила 46,7 року. На 100 осіб жіночої статі у місті припадало 113,5 чоловіків;  на 100 жінок у віці від 18 років та старших — 107,6 чоловіків також старших 18 років.
Середній дохід на одне домашнє господарство  становив 72 065 доларів США (медіана — 64 028), а середній дохід на одну сім'ю — 83 163 долари (медіана — 73 750). Медіана доходів становила 55 972 долари для чоловіків та 32 083 долари для жінок. За межею бідності перебувало 12,1 % осіб, у тому числі 12,8 % дітей у віці до 18 років та 15,4 % осіб у віці 65 років та старших.
Цивільне працевлаштоване населення становило 469 осіб. Основні галузі зайнятості: освіта, охорона здоров'я та соціальна допомога — 24,3 %, роздрібна торгівля — 11,9 %, публічна адміністрація — 8,7 %, сільське господарство, лісництво, риболовля — 7,0 %.

### Перепис 2000 року
Згідно з переписом 2000 року налічувалося 807 осіб, 309 сімей, і 219 сімей, які проживають в місті. Густота  населення була 1 395,3 чоловік на квадратний кілометр (537,2/км²). В місті розташовано 347 одиниць житла при середній щільності 599,9 на квадратну милю (231,0/км²). 
У місті було 309 сімей, з яких 37,9 % мали дітей у віці до 18 років, які проживають з ними, 57,6 % були подружніми парами, які живуть разом, 9,1 % сімейних жінок проживали без чоловіків. А 29,1 % не мали сімей. 23,9 % всіх домогосподарств складаються з окремих осіб і 12,6 %, які були у віці 65 років або старше. Середній розмір домогосподарства становив 2,57, а середній розмір родини був 3,04 людини.
У місті 28,5 % жителів були у віці до 18 років, 6,8 % — з 18 до 24 років, 27,5 % — від 25 до 44, 22,1 % від 45 до 64 років і 15,1 % — у віці 65 років або старше. Середній вік становив 37 років. На кожні 100 жінок було 93,5 чоловіків. На кожні 100 жінок віком 18 років і старше припадало 93,0 чоловіків.
Середній дохід на одне домашнє господарство в місті склав $34,583, а середній дохід на одну сім'ю — $39,063. Чоловіки мали середній дохід від $28,750 проти $20,833 для жінок. Дохід на душу населення в місті склав $17,111. Близько 8,0 % сімей та 10,8 % населення були нижче межі бідності, включаючи 12,2 % у віці до 18 років та 17,1 % — у віці 65 років і старше.